# Gare de Verzeille
Gare de Verzeille vasútállomás Franciaországban, Verzeille településen.

## Vasútvonalak
Az állomást az alábbi vasútvonalak érintik:
- Carcassonne-Rivesaltes-vasútvonal

## Kapcsolódó állomások
A vasútállomáshoz az alábbi állomások vannak a legközelebb:
- Gare de Couffoulens - Leuc
- Gare de Pomas